# Novi Sochi
Novi Sochi (del ruso: Новый Сочи) es un microdistrito perteneciente al distrito Central de la unidad municipal de la ciudad-balneario de Sochi del krai de Krasnodar del sur de Rusia. Tenía alrededor de 10 000 habitantes.
Está situado en la costa del mar Negro, en la zona central del distrito, sobre las laderas y la cumbre de la colina Vinográdnaya, que es también el nombre de su principal calle, Vinográdnaya ulitsa, por el que es conocido popularmente el microdistrito (Vinográdnaya). Es uno de los distritos de la ciudad con un precio por metro cuadrado de superficie más elevado. En él se hallan la mayoría de establecimientos sanatorios y balnearios del centro de la ciudad.

## Lugares de interés
- Catedral de San Vladímir en el monte Vinográdnaya.
- Dacha Bocharov Ruchéi, una de las residencias oficiales del presidente de la Federación Rusa